# Joure
Joure körülbelül 13 000 lakost számláló város Hollandiában, Frízföldön.

## Története
A város korábban Westermeer város külvárosa volt, ám hamarosan nagyobbra nőtt, mint az eredeti város. Ennek legfőbb oka a vízi úton való könnyű elérhetősége, ami az országos és a nemzetközi kereskedelem virágzását hozta magával. 1950 körül Westermeer neve eltűnt a térképekről és beolvadt Joure városába. Egészen 1950-ig Joure falusias kis település volt, ahol az út- és csatornahálózat nem előre megtervezett módon fejlődött. A múlt század közepétől kezdett el terjeszkedni a város, főleg az ipari fejlődés miatt.
A város a 18. századtól kezdve a fríz órákról volt nevezetes ('stoelklokken' és 'staartklokken'). Az óragyártást házi órásműhelyekben végezték, melyeket a helyi rézolvasztó üzem jelenléte segített. Napjainkban dörzsölt kereskedők folytatják ezen órák gyártását és forgalmazását. 1753-ban Egbert Douwes megalapította azt a vállalkozását, ahol a gyarmatokról származó termékeket árult egy kis boltban. Az 1930-as és 1950-es évek között vállalatóriássá nőtte ki magát a Douwe Egberts cég, melyet világcéggé alakítottak, amely főleg kávét, teát és dohánytermékeket árult. Napjainkban aq városban és környékén számos ember dolgozik a vállalatnál, annak ellenére, hogy évtizedekkel korábban a cég központja elköltözött Utrechtbe.
A városban két felújított műemléki jellegű szélmalom is található.

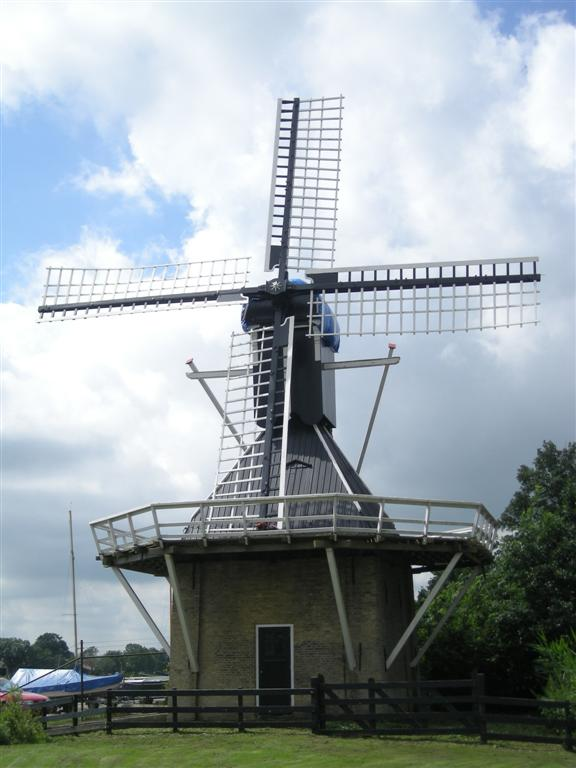
De Groene Molen
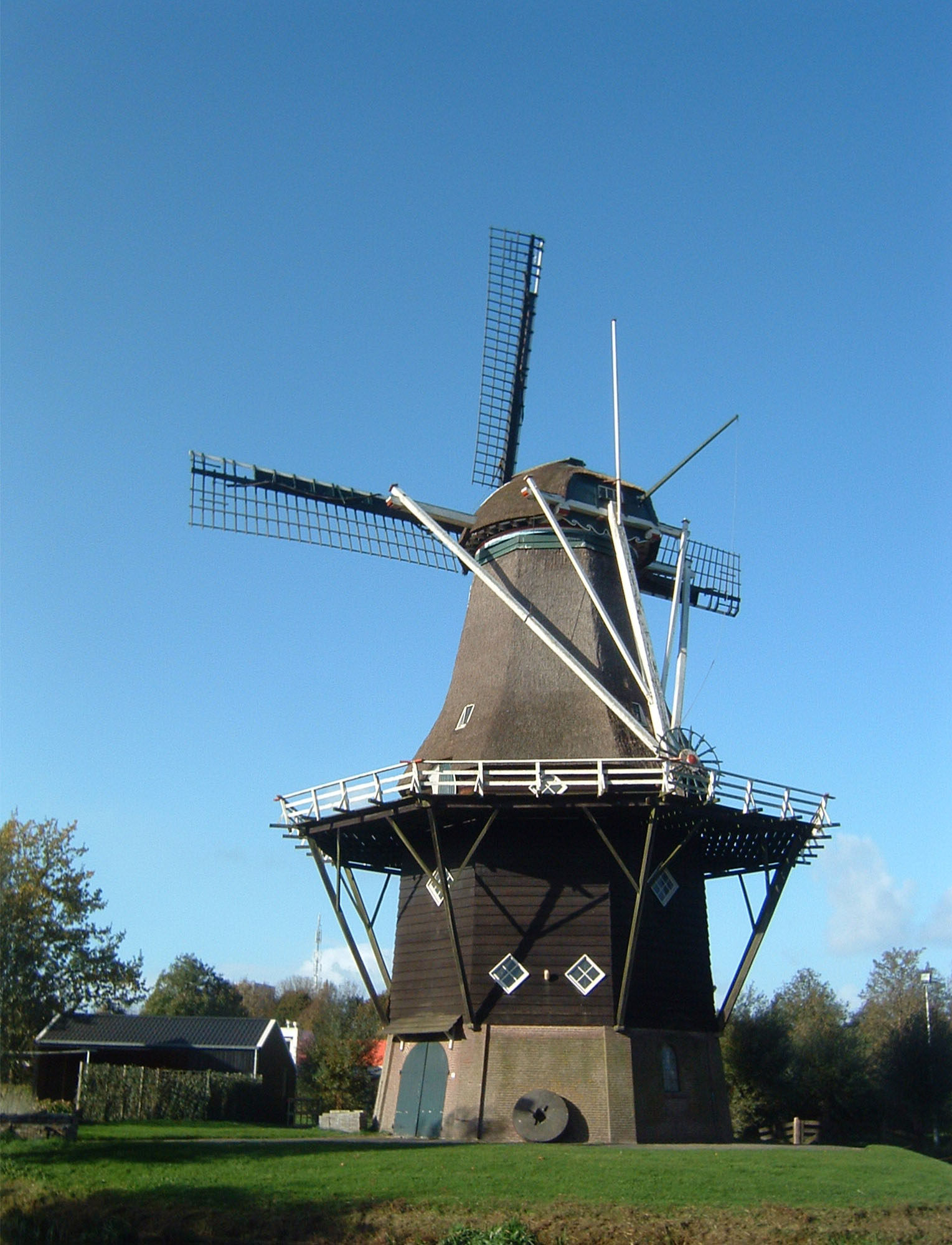
Penninga's Molen

## Háztartások száma
Joure háztartásainak száma az elmúlt években az alábbi módon változott:

## Fordítás
Ez a szócikk részben vagy egészben  a   Joure című angol Wikipédia-szócikk ezen változatának fordításán alapul.  Az eredeti cikk szerkesztőit annak laptörténete sorolja fel. Ez a jelzés csupán a megfogalmazás eredetét és a szerzői jogokat jelzi, nem szolgál a cikkben szereplő információk forrásmegjelöléseként.